# Distretto di Wabag
Il distretto di Wabag, in inglese Wabag District, è un distretto della Papua Nuova Guinea appartenente alla Provincia di Enga. Ha una superficie di 1.090 km² e 77.000 abitanti (stima nel 2000)

## Geografia antropica

### Suddivisioni amministrative
Il distretto è suddiviso in tre Aree di Governo Locale:
- Maramuni Rural
- Wabag Rural
- Wabag Urban